# Harold Wallace
Harold Wallace McDonald (* 7. September 1975 in Heredia) ist ein ehemaliger costa-ricanischer Fußballspieler.
Wallace begann in der Jugend des Hauptstadtclubs Deportivo Saprissa und kam dort auch in die erste Mannschaft. 1995 wechselte er erstmals für einen Teil der Saison nach Mexiko zu Zacatepec. Bei seiner Rückkehr schloss er sich dem Ligakonkurrenten LD Alajuelense an. 1995 stand er auch in der nationalen U21-Auswahl bei der Junioren-WM und kam danach auch in der A-Nationalmannschaft zum Einsatz.
Seit dieser Zeit ist er eine feste Größe in der Liga bei Alajuelense wie im Nationalteam auf der rechten Seite in der Abwehr oder im Mittelfeld. Im Verein gewann er sechs Meistertitel und den CONCACAF Champions Cup. 
Nach seiner Teilnahme an der WM 2002, wo er in allen drei Spielen seines Landes zum Einsatz kam, nahm er sich eine Saison Auszeit bei Real San Luis Potosí in Mexiko, bevor er wieder zu Alajuelense zurückkehrte. Er war einer von neun Spielern, die nach 2002 bei der Fußball-Weltmeisterschaft 2006 in Deutschland ihre zweite WM erlebten. Trotz einer Verletzung im Vorfeld stand er im WM-Aufgebot Costa Ricas und kam auch zwei Mal zum Einsatz. 2009 erreichte er mit Costa-Rica das Halbfinale beim CONCACAF Gold Cup und bestritt dabei sein 100. Länderspiel, verlor aber gegen Mexiko mit 3:5 im Elfmeterschießen. Sein 101. und letztes Länderspiel bestritt er am 12. August 2009 beim mit 0:4 verlorenen  WM-Qualifikationsspiel gegen Honduras. 
Einsätze
- 101 Einsätze für die costa-ricanische Nationalmannschaft (1 Tor)[1]

Titel / Erfolge
- CONCACAF-Champions-Cup-Sieger: 2004 (Alajuelense)
- Costa-ricanischer Meister: 1996, 1997, 2000, 2001, 2002, 2005 (Alajuelense)